# Necremnoides harithodaris
Necremnoides harithodaris är en stekelart som beskrevs av T.C. Narendran 2005. Necremnoides harithodaris ingår i släktet Necremnoides och familjen finglanssteklar. Inga underarter finns listade i Catalogue of Life.